# عقدة العصب المبهم السفلية
عقدة العصب المبهم السفلية أو العقدة السفلية للعصب المبهم أو العقدة العقداء هي عقدة حسية تابعة للجهاز العصبي المحيطي، تقع داخل الثقبة الوداجية حيث يخرج العصب المبهم من الجمجمة، وتقع أسفل العقدة العلوية للعصب المبهم كما أنها أكبر منها حجما.

## التركيب
تُصنف الخلايا العصبية في العقدة السفلية للعصب المبهم على أنها أحدية القطب زائفة، وتتشابك أليافها العصبية التي تغذي براعم التذوق في لسان المزمار في الجزء المنقاري للنواة المفردة، وتتشابك أليافها المعنية بالمعلومات الحسية العامة في النواة النخاعية للعصب ثلاثي التوائم،  فيما تتشابك أليافها العصبية التي تغذي الجسم الأبهري والقوس الأبهري والجهاز التنفسي والجهاز الهضمي في الجزء الذنبي للنواة المفردة.

## الوظيفة
تغذي الخلايا العصبية التابعة لعقدة العصب المبهم السفلية براعم الذوق في لسان المزمار، وكما تغذي المستقبلات الكيميائية في الحسم الأبهري ومستقبلات الضغط في القوس الأبهري ، والأهم من ذلك أنها توفر الإمداد العصبي الحسي للقلب والجهاز التنفسي والجهاز الهضمي وأعضاء البطن الأخرى.